# Vladimír Hrůza
Vladimír Hrůza (* 6. Februar 1960 in Jihlava) ist ein ehemaliger tschechoslowakischer Radrennfahrer.

## Sportliche Laufbahn
Hrůza war Straßenradsportler und auch im Querfeldeinrennen (heutige Bezeichnung Cyclosport) aktiv. Sein bedeutendster sportlicher Erfolg war der Gewinn der Silbermedaille im Mannschaftszeitfahren bei den UCI-Straßen-Weltmeisterschaften 1985 mit Milan Jurčo, Michal Klasa und Milan Křen.
1988 war er Teilnehmer der Olympischen Sommerspiele in Seoul. Im Mannschaftszeitfahren kam der Vierer mit Vladimir Hrůza, Vladimír Kinšt, Milan Křen und Jozef Regec auf den 8. Rang.
1982 wurde er 16. in der Tour of Britain. Ein Jahr später kam er beim Sieg von Matt Eaton auf den 9. Rang. In der DDR-Rundfahrt 1986 wurde er 44. im Endklassement.
Im Querfeldeinrennen vertrat er die Tschechoslowakei bei den UCI-Cyclocross-Weltmeisterschaften der Junioren 1979. Er startete für den Verein Dukla Brno.